# Punkt rozdziału
Punkt rozdziału – jest to miejsce składowania głównych zapasów w przepływie strumieni towarów. Punkt ten oddziela obszary zapotrzebowania niezależnego i zależnego w strumieniu przepływów danego materiału. Zapotrzebowanie niezależne powstaje poza danym przedsiębiorstwem i nie ma związku z innymi zapotrzebowaniami na dany element. Zapotrzebowanie to jest określane na drodze prognozowania, w przeciwieństwie do zapotrzebowania zależnego, które daje się w sposób deterministyczny obliczyć.
Koncepcja punktu rozdzielającego wynikła z chęci obniżenia całkowitego poziomu zapasów w łańcuchu dostaw.

## Lokalizacja punktu rozdziału
W zależności od lokalizacji punktu rozdziału, zmieniają się takie parametry, jak czas realizacji zamówienia i koszt zapasu zabezpieczającego. Wyróżnia się pięć typowych lokalizacji punktu rozdziału. Określają one jednocześnie podstawowe warianty ukształtowania systemu logistycznego danego przedsiębiorstwa:
1. produkcja na magazyn i dostawy z magazynu dystrybucji – zazwyczaj stosowana przez firmy posiadające własną sieć dystrybucji. Zapasy umieszczone są blisko konsumenta. Zazwyczaj wiąże się to z szybkim czasem realizacji zamówienia oraz dość wysokim kosztem zapasów zabezpieczających.
2. produkcja na magazyn wytwórcy – czyli w magazynie centralnym lub magazynie produkcyjnym przy fabryce.
3. montaż na zamówienie,
4. wykonywanie części i montaż na zamówienie,
5. kupno materiałów, wykonywanie części i montaż na zamówienie – koszty zapasów przeniesione są na dostawców surowców, najdłuższy czas realizacji zamówienia.

Lokalizacja determinuje sposób zarządzania zapasami. Może być różna dla różnych produktów danego producenta.